# Rotem Hatuel
Rotem Hatuel (in ebraico רותם חטואל‎?; Hatzor HaGlilit, 12 aprile 1998) è un calciatore israeliano, ala dell'Hapoel Be'er Sheva.

## Palmarès

### Club

#### Competizioni nazionali
- Coppa d'Israele: 1

Hapoel Be'er Sheva: 2021-2022
- Supercoppa d'Israele: 1

Hapoel Be'er Sheva: 2022